# 미나미알프스 국립공원

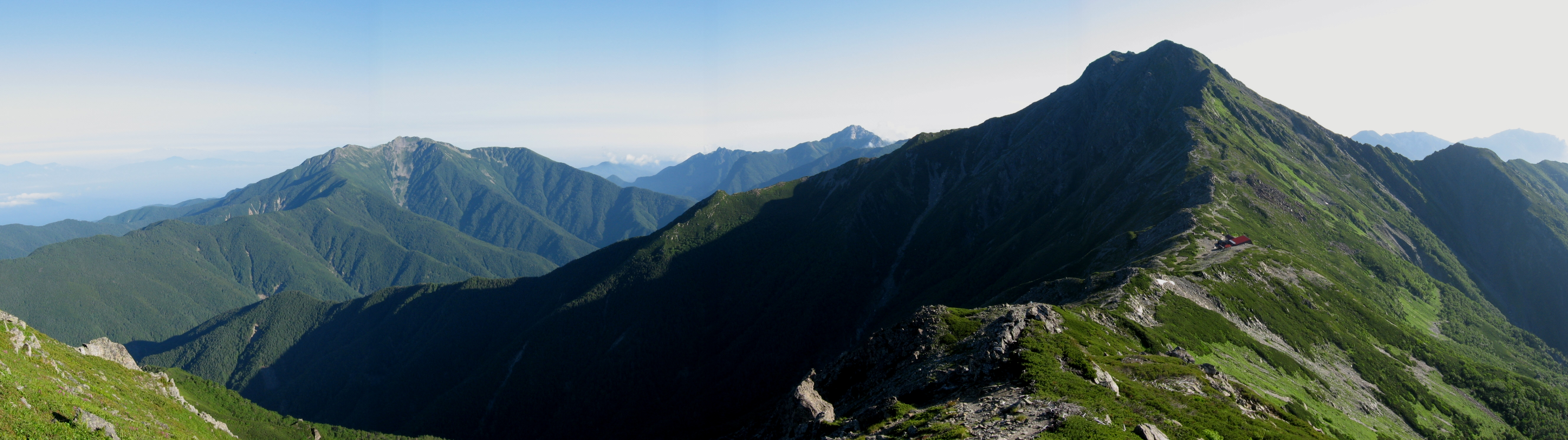
기타다케와 센조가타케

미나미알프스 국립공원(南アルプス国立公園)은 야마나시현, 나가노현 및 시즈오카현에 걸쳐있는 아카이시산맥(남알프스)에 위치하는 국립공원이다. 일본에서 두 번째로 높은 산인 기타다케를 포함해 해발 3000m급의 산들이 남북으로 늘어서있다. 아카이시산맥·시라네산·호오산을 중심으로 국립공원이 조성되었다. 원생림(原生林)으로 뒤덮인 깊은 산용(山容)은 예부터 훌륭한 등산처로 알려져 있다. 1964년 6월 1일에 국립공원으로 지정되었다. 면적은 357.52 km2이다.

## 관련 자치체
- 야마나시현 - 182.86 km2(51.15%)
  - 니라사키시
  - 하야카와정
  - 미나미알프스시
  - 호쿠토시

- 나가노현 - 140.79 km2(39.38%)
  - 후지미정
  - 이나시
  - 오시카촌
  - 이다시

- 시즈오카현 - 33.86 km2(9.47%)
  - 시즈오카시
  - 가와네혼정

## 같이 보기
- 일본 알프스
- 미나미알프스